# Ilya Dévine
Pour les articles homonymes, voir Devine.
Ilya Maksimovitch Dévine (cyrillique russe : Илья́ Макси́мович Де́вин ; Sire Теrizmorga (ru), Mordovie, 20 juillet 1922 - Saransk, 13 novembre 1998) est un écrivain mordve.

## Biographie
Il naît dans une famille paysanne, et après battre à la Seconde Guerre mondiale dans l'armée rouge, il travaille pour la radio et pour la presse. Il commence très jeune à écrire et publie des recueils de poèmes et le roman «Нардише» en 1969.
Il reçoit divers prix comme l'Ordre du Drapeau rouge du Travail et l'Ordre de l'Amitié des peuples.